# Marian Stanisław Abramowicz
Marian Stanisław Abramowicz (25. března 1871 Tver – 7. ledna 1925 Varšava) byl polský socialistický aktivista, knihovník a archivář.
Od roku 1888 studoval na fakultě matematiky a fyziky Moskevské státní univerzity a v dalším desetiletí filozofii v Německu. Spolu s polským socialistickým hnutím se podílel na tisku a pašování socialistického tisku. Byl chycen v roce 1892 policií ve Varšavě a dva roky po zatčení byl odsouzen ke třem letům vězení a šesti letům vyhnanství na Sibiři, ve Verchojansku, kde prováděl meteorologická pozorování. Během revoluce v roce 1905 byl jménem PPS pověřen udržováním kontaktů se socialistickými ruskými stranami. Ve druhé polské republice pracoval jako knihovník a archivář, napsal několik hesel pro Velkou ilustrovanou encyklopedii. Od 1. dubna 1918 pracoval pro státní archivy. V období od 4. října 1918 do 25. ledna 1919 byl jako archivář pověřený ministerstvem (po konzultaci s polskou vládou a německými orgány) v Moskvě a Petrohradu, aby získal informace o polských kulturních památkách v Rusku. Vzhledem k vypuknutí polsko-bolševické války se byl na konci svého pobytu nucen ukrýt. Hrál důležitou roli v organizaci Archiwum Akt Nowych. V roce 1930 byl posmrtně oceněn Křížem nezávislosti.